# Delmer Daves
Delmer Daves est un scénariste, réalisateur, acteur et producteur américain, né le 24 juillet 1904 à San Francisco et mort le 17 août 1977 à La Jolla (Californie).
Après avoir été figurant à la fin des années 1920, Delmer Daves devint scénariste et dialoguiste à Hollywood, travaillant notamment avec Frank Borzage, Ray Enright et Leo McCarey, pour lequel il signa les deux versions de Elle et lui (celle de 1939 et celle de 1957). Il passa à la réalisation au début des années 1940 avec Destination Tokyo et fut l'auteur de quelques films de guerre comme L'Orgueil des marines ou Horizons en flammes, et de polars tels La Maison rouge et Les Passagers de la nuit. Toutefois, ses plus grandes réussites furent des westerns (3h10 pour Yuma, L'Homme de nulle part, La Dernière Caravane, La Colline des potences) et il fut l'un des premiers, avec La Flèche brisée en 1950, à présenter les Indiens comme des êtres civilisés et non plus comme des sauvages.
Homme de studios dévoué et fidèle, son œuvre n'en est pas moins personnelle. Delmer Daves parvint à imposer un style qui lui est propre, notamment dans sa manière de filmer la nature, grâce à ses mouvements de grue et à l'attention qu'il portait à la lumière.

## Biographie

### Jeunesse et débuts

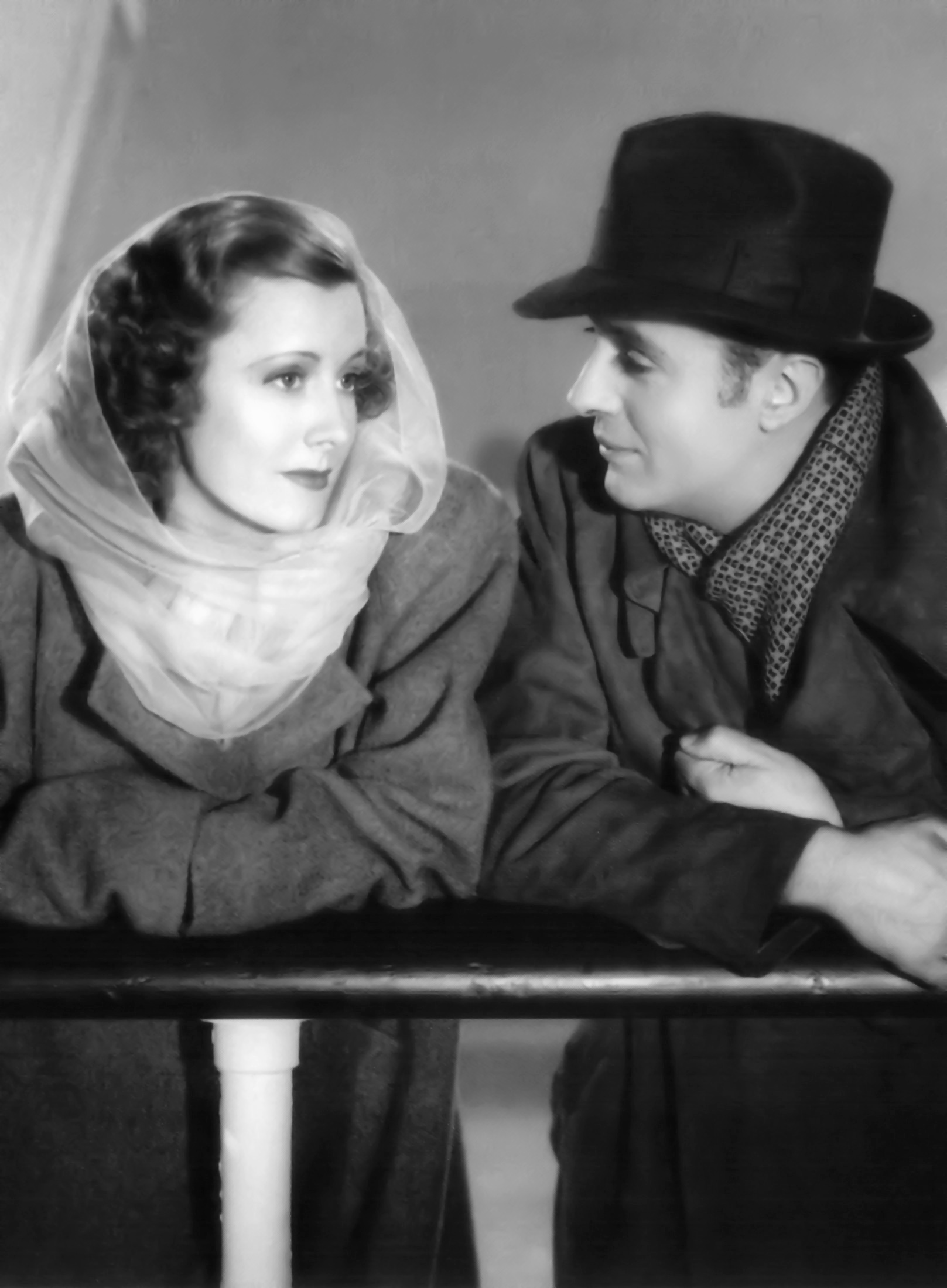
Delmer Daves fut le scénariste des deux versions de Elle et lui de Leo McCarey (1939 et 1957).

Delmer Lawrence Daves est né à San Francisco le 24 juillet 1904. Il s'orienta d'abord vers une carrière de juriste et entra à l'université de Stanford pour y suivre des études de droit, où il dirigea et joua plusieurs pièces de théâtre. Il obtint son diplôme et fut engagé dans un cabinet d'avocats, mais décida de tout abandonner pour se consacrer au cinéma, contre l'avis de son père. À la fin de l'année scolaire, il passa l'été seul dans le désert de l'Arizona, notamment à Monument Valley, en compagnie des indiens pueblos et apaches. Il parvint à décrocher, à son retour, un emploi d’accessoiriste auprès du réalisateur James Cruze, qui dirigeait La Caravane vers l'Ouest : il joua même dans le film, dessina une affiche et des caractères pour un insert. Il participa comme acteur, accessoiriste ou assistant à plusieurs autres films dans les années 1920, dont The Night Flyer (en) et Les Trois Coupables (avec Pola Negri). Parrainé par James Cruze, il apparut comme figurant — souvent non crédité au générique — dans plusieurs de ses films, comme L’Infidèle. C'est aussi lui qui lui offrit son premier vrai rôle à l'écran, face à Joan Crawford dans La Tournée du grand duc (The Duke Steps Out). Il participa à quelques autres films en tant qu’acteur dans le cinéma muet et mit fin à cette courte carrière dramatique en 1930, juste après l'arrivée du cinéma parlant.

### Hollywood

#### Le scénariste
S'installant à Hollywood en 1928, il commence comme scénariste, crédité une première fois pour la comédie So This Is College produite par la MGM. Dans les années 1930, il se fit un nom d'auteur à succès, tout en apparaissant comme acteur dans de petits rôles non crédités. Il écrivit les comédies musicales Dames, Mademoiselle Général, et Vive Miss Glory (Page Miss Glory) pour Dick Powell entre 1934 et 1935. Pourtant ses plus grands succès de cette époque vinrent avec La Forêt pétrifiée (The Petrified Forest) et Elle et lui (Love Affair). Ce dernier film connaîtra une version en couleurs en 1957, toujours sous la direction de Leo McCarey avec Daves au scénario, Elle et lui (An Affair to Remember).

#### Carrière de réalisateur (1943-1964)
Delmer Daves commença sa carrière de réalisateur en 1943 avec Destination Tokyo, sur un scénario qu'il écrivit, cherchant à filmer de la manière la plus réaliste possible la guerre, à montrer les soldats tels qu'ils étaient vraiment. Hollywood Canteen fut une commande, et Daves n'hésitait pas à en parler comme d'une « œuvre de charité, plus qu'un film véritable ». L'Orgueil des marines, tourné en 1945 racontait l'histoire d'un soldat devenu aveugle à la suite d'une explosion et fut tourné dans le même style documentaire que Destination Tokyo. William Wyler s'en inspira pour tourner Les Plus Belles Années de notre vie l'année suivante. La guerre terminée, il tourna un drame psychologique campagnard, La Maison rouge avec Edward G. Robinson, puis Les Passagers de la nuit, mettant en vedette le couple Humphrey Bogart-Lauren Bacall. Daves fit le choix artistique de tourner les premières minutes du film en caméra subjective (comme si c'était les yeux de Bogart). Ce dernier aurait dû être en 1948 le héros de son film suivant, Ombres sur Paris, rôle qui échut à Dennis Morgan, altérant, selon Daves, la force de ce film tourné à Paris, avec une équipe française et un chef-opérateur américain qu'il imposa : Robert Burks. Daves tourna son premier film avec Gary Cooper l'année suivante, Horizons en flammes, dans lequel il réussit habilement à mélanger stock-shots et plans filmés.
Il tourna son premier western, La Flèche brisée en 1950. Considéré comme un des premiers westerns antiracistes, ce film mettant en scène James Stewart et Jeff Chandler marqua un tournant à Hollywood dans la manière de montrer les indiens. Daves, qui les connaissait bien, désirait les montrer comme des êtres civilisés, des hommes « d’honneur et de principes ». Le film fut un succès et reçut même des louanges de l’ONU. Il réalisa L’Oiseau de paradis, adaptation d'une vieille pièce de théâtre, avec Louis Jourdan et enchaina plusieurs films de commande : Return of the Texan (à qui il reprochait sa modernité), Le Trésor du Guatemala (remake d'un film de John Cromwell, Le Chevalier de la vengeance), Ne me quitte jamais (que Daves tourna pour rendre service à Clark Gable) et Les Gladiateurs (prétexte du studio à réutiliser les décors du film La Tunique).
Durant les quatre années qui suivirent, il réalisa plusieurs westerns. Avec L'Aigle solitaire, il continua de montrer les indiens sous un jour nouveau, filmant comme « un cours d'histoire » les guerres menées par les Modoc, en restant toutefois déçu de la prestation de l'acteur principal Alan Ladd. En 1956, il retrouva Charles Bronson, entouré cette fois d’Ernest Borgnine, Glenn Ford et Rod Steiger pour L'Homme de nulle part, filmé dans des paysages sauvages du Wyoming. La même année, il réalisa en Arizona La Dernière Caravane, avec Richard Widmark et Felicia Farr, plaidoyer pour la tolérance à l'époque de la conquête de l'Ouest. En 1957, Glenn Ford fut à nouveau la vedette d'un de ses films, que Daves considérait comme son meilleur western, 3h10 pour Yuma, avec Van Heflin. Photographié par Charles Lawton, le film raconte les relations entre un fermier et un hors-la-loi. Cow-boy, réalisé l'année suivante, en couleurs et avec le même chef-opérateur, montrait à nouveau de manière réaliste la vie des hommes de l'Ouest. Pour rendre service à Alan Ladd, il réalisa peu après L'Or du Hollandais, avec un scénario qu'il détestait, puis un autre film de commande, Diables au soleil avec Tony Curtis et Frank Sinatra.
La Colline des potences fut son dernier western (ainsi que celui de Gary Cooper). Toujours à l'époque de la conquête de l'Ouest, le film traite de l'arrivée d'un étranger avec un lourd passé à l'époque de la ruée vers l'or. À la fin du tournage, Daves fut victime d'une attaque cardiaque et c'est Karl Malden qui termina les dernières scènes. Désormais restreint dans ses choix de films, il réalisa une comédie dramatique avec Dorothy McGuire, Ils n'ont que vingt ans, qui fut critiquée parce qu'elle traitait ouvertement de sexualité. Toujours sur le thème de la jeunesse, il tourna en 1960 La Soif de la jeunesse, qui fut un gros succès commercial. Par fidélité et amitié envers Jack Warner, il continua de réaliser des comédies dramatiques adaptés de best-sellers : Cet enfant est mien en 1961, dont il ne voyait pas l'intérêt, et Amours à l'italienne où il filma les beautés de la campagne italienne. Il revint presque au western avec La Montagne des neuf Spencer, l'histoire d'une famille (dont le père est joué par Henry Fonda) de pionniers modernes vivant dans la forêt, et adapta un épais roman d’Herman Wouk, Youngblood Hawke, qui n'était pas destiné à être adapté au cinéma. Pour son dernier film, La Bataille de la Villa Fiorita avec Maureen O'Hara, Delmer Daves ne parvint pas à imposer Richard Harris, et le film fut remonté par le studio. Malgré plusieurs projets (il voulait adapter au cinéma la vie de l'indien Ishi), sa santé fragile interdit à Daves de tourner un nouveau film. Dans les dernières années de sa vie, il donna plusieurs conférences sur son métier et mourut à La Jolla, en Californie, le 17 août 1977.

### Vie privée
Daves fut marié à l'actrice Mary Lawrence (en) (Un homme change son destin) de 1938 jusqu'à sa mort le 17 août 1977. Elle fit une apparition, non créditée, dans Horizons en flammes. Ils eurent deux enfants, Michael (qui fut acteur et assistant réalisateur sur quelques films de son père, puis sur des téléfilms), et Deborah.
Outre le cinéma, Delmer Daves était passionné de photographie et de calligraphie (il dessinait parfois lui-même les enseignes que l'on voit dans ses westerns). Il possédait également une riche collection de minéraux (récupérés notamment pendant les tournages de ses films), qu'il légua à un musée peu avant sa mort, et une importante bibliothèque sur l’histoire de l’Ouest. La majorité de ses documents de travail (correspondances, scénarios, adaptations...) fut léguée aux Archives de Californie.

## Filmographie
| 1923 | La Caravane vers l'Ouest        | The Covered Wagon                 |    |    |    |    | Delmer Daves y aurait été accessoiriste ou assistant du réalisateur James Cruze,                                                                   |
| 1928 | The Night Flyer (en)            | The Night Flyer (en)              | ✔️ |    |    |    | Réalisé par Walter Lang, avec William Boyd |
| 1928 | Les Trois Coupables             | Three Sinners                     | ✔️ |    |    |    | Avec Pola Negri, Daves ne fut pas crédité |
| 1928 | L'Infidèle                      | The Mating Call                   | ✔️ |    |    |    | Réalisé par James Cruze, Daves ne fut pas crédité                                                                                                  |
| 1928 | Le Fardeau                      | Excess Baggage                    | ✔️ |    |    |    | Réalisé par James Cruze, Daves ne fut pas crédité                                                                                                  |
| 1929 | La Tournée du grand duc         | The Duke Steps Out                | ✔️ |    |    |    | Réalisé par James Cruze avec Joan Crawford |
| 1929 | A Man's Man                     | A Man's Man                       | ✔️ |    |    |    | Avec Greta Garbo dans son propre rôle, Daves ne fut pas crédité                                                                                    |
| 1929 | So This Is College              | So This Is College                | ✔️ |    |    | ✔️ | Réalisé par Sam Wood, Daves cosigna l'histoire et le scénario                                                                                      |
| 1929 | Queen Kelly                     | Queen Kelly                       |    |    |    | ✔️ | Réalisé par Erich von Stroheim, avec Gloria Swanson                                                                                                |
| 1930 | The Bishop Murder Case (en)     | The Bishop Murder Case (en)       | ✔️ |    |    |    | Réalisé par Nick Grinde et David Burton, avec Basil Rathbone                                                                                       |
| 1930 | Good News                       | Good News                         | ✔️ |    |    |    | Réalisé par Nick Grinde, avec Cliff Edwards |
| 1931 | Shipmates (en)                  | Shipmates (en)                    |    |    |    | ✔️ | Réalisé par Harry Pollard, Daves cosigna le scénario et les dialogues                                                                              |
| 1932 | Grand Cœur                      | Divorce in the Family             |    |    |    | ✔️ | Réalisé par Charles F. Reisner, Daves cosigna le scénario et les dialogues                                                                         |
| 1933 | Clear All Wires (en)            | Clear All Wires (en)              |    |    |    | ✔️ | Réalisé par George Hill, Daves signa l'adaptation                                                                                                  |
| 1934 | Dames                           | Dames                             |    |    |    | ✔️ | Réalisé par Ray Enright, Daves cosigna l'histoire et le scénario                                                                                   |
| 1934 | Mademoiselle Général            | Flirtation Walk                   |    |    |    | ✔️ | Réalisé par Frank Borzage, Daves cosigna l'histoire et le scénario                                                                                 |
| 1935 | Bureau des épaves               | Stranted                          |    |    |    | ✔️ | Réalisé par Frank Borzage |
| 1935 | Reine de beauté                 | Page Miss Glory                   |    |    |    | ✔️ | Réalisé par Mervin LeRoy |
| 1935 | Amis pour toujours              | Shipmates Forever                 |    |    |    | ✔️ | Réalisé par Frank Borzage |
| 1936 | La Forêt pétrifiée              | The Petrified Forest              |    |    |    | ✔️ | Réalisé par Archie Mayo |
| 1937 | The Go-Getter (en)              | The Go-Getter (en)                |    |    |    | ✔️ | Réalisé par Busby Berkeley |
| 1937 | The Singing Marine (en)         | The Singing Marine (en)           |    |    |    | ✔️ | Réalisé par Ray Enright |
| 1938 | She Married an Artist           | She Married an Artist             |    |    |    | ✔️ | Réalisé par Marion Gering |
| 1938 | Le Professeur Schnock           | Professor Beware                  |    |    |    | ✔️ | Réalisé par Elliot Nugent |
| 1939 | Elle et lui                     | Love Affair                       |    |    |    | ✔️ | Réalisé par Leo McCarey |
| 1939 | 1 000 dollars à Touchdown (en)  | 1000 Dollars a Touchdown          |    |    |    | ✔️ | Réalisé par James Hogan, Daves signa l'histoire |
| 1940 | The Farmer's Daughter (en)      | The Farmer's Daughter (en)        |    |    |    | ✔️ | Réalisé par James Hogan, Daves signa l'histoire |
| 1940 | Safari (en)                     | Safari (en)                       |    |    |    | ✔️ | Réalisé par Edward Griffith |
| 1941 | The Unexpected Uncle (en)       | The Unexpected Uncle (en)         |    |    |    | ✔️ | Réalisé par Peter Godfrey |
| 1941 | The Night of January 16th       | The Night of January 16th         |    |    |    | ✔️ | Réalisé par William Clemens |
| 1942 | Ô toi, ma charmante             | You Were Never Lovelier           |    |    |    | ✔️ | Réalisé par William A. Seiter |
| 1943 | Destination Tokyo               | Destination Tokyo                 |    | ✔️ |    | ✔️ | Première réalisation, avec Cary Grant. |
| 1943 | Le Cabaret des étoiles          | Stage Door Canteen                |    |    |    | ✔️ | Réalisé par Frank Borzage. Daves signa l'histoire et le scénario.                                                                                  |
| 1944 | The Very Thought of You         | The Very Thought of You           |    | ✔️ |    | ✔️ | Avec Dennis Morgan |
| 1944 | Hollywood Canteen               | Hollywood Canteen                 |    | ✔️ |    | ✔️ | Avec Bette Davis, Joan Crawford, John Garfield |
| 1945 | L'Orgueil des marines           | Pride of the Marines              |    | ✔️ |    | ✔️ | Participation au dialogue, non crédité. |
| 1947 | La Maison rouge                 | The Red House                     |    | ✔️ |    | ✔️ | Avec Edward G. Robinson |
| 1947 | Les Passagers de la nuit        | The Dark Passage                  |    | ✔️ |    | ✔️ | Avec Humphrey Bogart et Lauren Bacall. |
| 1947 | Humoresque                      | Humoresque                        |    | ✔️ |    |    | Réalisé par Jean Negulesco. Daves réalisa les premières séquences du film, sans être crédité.                                                      |
| 1948 | Ombres sur Paris                | To the Victor                     |    | ✔️ |    |    | Avec Dorothy Malone |
| 1949 | L'Extravagant M. Philips        | A Kiss in the Dark                |    | ✔️ |    |    | Avec David Niven |
| 1949 | Horizons en flammes             | Task Force                        |    | ✔️ |    | ✔️ | Avec Gary Cooper |
| 1950 | La Flèche brisée                | Broken Arrow                      |    | ✔️ |    |    | Avec James Stewart et Jeff Chandler |
| 1951 | L’Oiseau de paradis             | Bird of Paradise                  |    | ✔️ | ✔️ | ✔️ | Avec Louis Jourdan |
| 1952 | Return of the Texan             | Return of the Texan               |    | ✔️ |    |    | Avec Joanne Dru, Walter Brennan et Richard Boone                                                                                                   |
| 1953 | Le Trésor du Guatemala          | The Treasure of the Golden Condor |    | ✔️ |    | ✔️ | Avec Constance Smith |
| 1953 | Ne me quitte jamais             | Never Let Me Go                   |    | ✔️ |    |    | Avec Clark Gable et Gene Tierney |
| 1954 | Les Gladiateurs                 | Demetrius and the Gladiators      |    | ✔️ |    |    | Avec Victor Mature et Susan Hayward |
| 1954 | L'Aigle solitaire               | Drumbeat                          |    | ✔️ | ✔️ | ✔️ | Avec Alan Ladd et Charles Bronson |
| 1955 | La Plume blanche                | White Feather                     |    |    |    | ✔️ | Réalisé par Robert D. Webb |
| 1956 | L'Homme de nulle part           | Jubal                             |    | ✔️ |    | ✔️ | Avec Glenn Ford, Charles Bronson et Ernest Borgnine                                                                                                |
| 1956 | La Dernière Caravane            | The Last Wagon                    |    | ✔️ |    | ✔️ | Avec Richard Widmark |
| 1957 | 3h10 pour Yuma                  | 3:10 to Yuma                      |    | ✔️ |    |    | Avec Van Heflin et Glenn Ford |
| 1957 | Elle et lui                     | An Affair to Remember             |    |    |    | ✔️ | Réalisé par Leo McCarey avec Cary Grant et Deborah Kerr, Daves reprit des scènes écrites par lui qui avaient été coupées dans la première version. |
| 1958 | Cow-boy                         | Cowboy                            |    | ✔️ |    |    | Avec Glenn Ford et Jack Lemmon |
| 1958 | Diables au soleil               | Kings Go Forth                    |    | ✔️ |    |    | Avec Tony Curtis et Frank Sinatra |
| 1958 | L'Or du Hollandais              | The Badlanders                    |    | ✔️ |    |    | Avec Alan Ladd et Ernest Borgnine |
| 1959 | La Colline des potences         | The Hanging Tree                  |    | ✔️ |    |    | Il s'agit du dernier western de Delmer Daves et de Gary Cooper                                                                                     |
| 1959 | Ils n'ont que vingt ans         | A Summer place                    |    | ✔️ | ✔️ | ✔️ | Avec Dorothy McGuire |
| 1960 | La Soif de la jeunesse          | Parrish                           |    | ✔️ | ✔️ | ✔️ | Avec Troy Donahue, Claudette Colbert et Karl Malden                                                                                                |
| 1961 | Cet enfant est mien             | Susan Slade                       |    | ✔️ | ✔️ | ✔️ | Avec Troy Donahue, Connie Stevens et Dorothy McGuire                                                                                               |
| 1962 | Amours à l'italienne            | Rome Adventure                    |    | ✔️ | ✔️ | ✔️ | Avec Angie Dickinson |
| 1963 | La Montagne des neuf Spencer    | Spencer's Mountain                |    | ✔️ | ✔️ | ✔️ | Avec Henry Fonda et Maureen O'Hara |
| 1964 | Youngblood Hawke                | Youngblood Hawke                  |    | ✔️ | ✔️ | ✔️ | Avec Suzanne Pleshette et Geneviève Page, adaptation de Delmer Daves                                                                               |
| 1964 | La Bataille de la villa Fiorita | The Battle of the Villa Fiorita   |    | ✔️ | ✔️ | ✔️ | Avec Maureen O'Hara |

## Nominations et récompenses

### Nominations
DGA Award
- 1959 : Réalisateur du meilleur film de l'année, pour Cowboy.

Laurel Award
- 1959 : Golden Laurel (catégorie Meilleur réalisateur/producteur)
- 1960 : Golden Laurel (catégorie Meilleur réalisateur/producteur)
- 1961 : Golden Laurel (catégorie Meilleur réalisateur/producteur)
- 1962 : Golden Laurel (catégorie Meilleur réalisateur/producteur)
- 1963 : Golden Laurel (catégorie Meilleur réalisateur/producteur)
- 1964 : Golden Laurel (catégorie Meilleur réalisateur/producteur)

### Récompenses
Laurel Award
- 1960 : 3e Meilleur réalisateur de l'année

Western Heritage Awards
- 1975 : Trustees Award (pour son exceptionnelle contribution en tant que réalisateur et producteur de westerns).

### Distinctions
- 1960 : Étoile sur le Hollywood Walk of Fame (au 1634 Vince Street).